# The Price of Pleasure
Pour plus de détails, voir Fiche technique et Distribution.
The Price of Pleasure est un film américain réalisé par Edward Sloman sorti en 1925.

## Fiche technique
- Titre : The Price of Pleasure
- Réalisation : Edward Sloman
- Scénario : J.G. Hawks, Elisabeth Sanxay Holding, Marion Orth, Raymond L. Schrock
- Film en noir et blanc
- Film muet
- Durée : 70 minutes
- Genre : drame
- Pays de production :  États-Unis
- Date de sortie :
  - États-Unis : 15 mars 1925

## Distribution
- Virginia Valli : Linnie Randall
- Norman Kerry : Garry Schuyler
- Louise Fazenda : Stella Kelly
- Kate Lester : Mrs. Schuyler
- George Fawcett : John Osborne
- T. Roy Barnes : Bill McGuffy
- James O. Barrows : Jenkins
- Marie Astaire : Grace Schuyler